# Hana-bi
Hana-bi är en japansk kriminal-drama-thrillerfilm från 1997, skriven och regisserad av Takeshi Kitano. Musiken är komponerad av den japanske kompositören Joe Hisaishi. Filmen tilldelades Guldlejonet 1997. Hanabi är det japanska ordet för fyrverkeri.
Filmen hade Sverigepremiär den 8 februari 1998 på Grand i Stockholm och Svea i Göteborg.